# Liên Hà, Đông Anh
Liên Hà là một xã thuộc huyện Đông Anh, thành phố Hà Nội, Việt Nam.

## Địa lý
Xã Liên Hà nằm ở phía đông của huyện Đông Anh, bên bờ sông Ngũ Huyện Khê, có vị trí địa lý:
- Phía đông giáp xã Vân Hà
- Phía tây giáp xã Việt Hùng
- Phía nam giáp xã Dục Tú
- Phía bắc giáp xã Thụy Lâm.

Xã Liên Hà có diện tích 8,21 km², dân số năm 2022 là 19.502 người, mật độ dân số đạt 2.375 người/km².

## Hành chính
Xã Liên Hà được chia thành 8 thôn: Châu Phong, Giao Tác, Đại Vỹ, Hà Lỗ, Lỗ Khê, Hà Hương, Thù Lỗ, Hà Phong.

## Lịch sử
Trong thời kỳ phong kiến, cuối thời Lê, đầu thời Nguyễn, xã Liên Hà là vùng đất thuộc tổng Hà Lỗ, huyện Đông Ngàn, phủ Từ Sơn, trấn Kinh Bắc (sau là tỉnh Bắc Ninh).
Cách mạng tháng Tám thành công, ba xã: Hà Lỗ, Thù Lỗ, Lỗ khê nhập thành xã Ngũ Hà thuộc huyện Từ Sơn, tỉnh Bắc Ninh.
Tháng 4 năm 1949, xã Liên Hà thuộc huyện Từ Sơn, tỉnh Bắc Ninh được thành lập trên cơ sở sáp nhập xã Ngũ Hà và xã Hà Vĩ.
Ngày 20 tháng 4 năm 1961, Quốc hội ban hành Nghị quyết về việc sáp nhập xã Liên Hà thuộc huyện Từ Sơn, tỉnh Bắc Ninh vào huyện Đông Anh, thành phố Hà Nội quản lý.

## Kinh tế
Trường cấp I, cấp II, trạm y tế xã Liên Hà thuộc thôn Châu Phong.

## Văn hóa
Xã Liên Hà có nhiều dòng họ như: Lê, Dương, Đỗ, Phạm, Nguyễn, Trịnh,...